# Рогатка (Тернопіль)
«Рогатка» — місцевість у Тернополі, роздоріжжя та «кільце» на «Оболоні». Також «Рогаткою» називають житловий квартал між вулицями Князя Острозького та Торговиця.

## Дотичні вулиці
Від «Рогатки» беруть початок вулиці Микулинецька, Замонастирська, Гайова, С. Стадникової, тут закінчуються вулиці Князя Острозького та Торговиця.

## Історія
Відразу за Кам'янецькою в'їзною брамою починалася Буковинська дорога, що виходила за межі валів на Микулинецьке передмістя. Пізніше передмістя стало частиною міста, а Буковинську дорогу міщани почали називати Микулинецькою. Саме на роздоріжжі головну дорогу, що вела в місто перекривали довгим брусом, що опирався на збитих навхрест стояках. Тут збирали мито за в'їзд у місто, так зване «копиткове», іншу плату, що йшла в міську скарбницю. Саме цю перешкоду називали «рогаткою». Пізніше так почали називати місце, де вона стояла — Микулинецька рогатка (таких рогаток було кілька). Наприкінці XIX століття міщани звернулися до магістрату з проханням назвати давню Микулинецьку дорогу іменем Князя Острозького, а Микулинецькою стали називати вулицю, що й нині має таку назву.
Від «Рогатки» починалася давня Дорошівка. В районі «Рогатки» була відома пекарня Вженєвських та Завадовичів-Шафранюків та декілька ремісничих майстерень і складів (комор).

## Храми
Наприкінці вулиці Князя Острозького є церква Успення Пресвятої Богородиці, яку ще називають «церква на Рогатці».

## Транспорт
Найближчі зупинки громадського транспорту є на вулиці Князя Острозького («13 школа») та на вул. Торговиця: автобусні  маршрути № 12, 13, 14, 17, 18, 20, 20А, 22, 22А, 23, 26, 26А, 28, 29, 31, 36, 37, 39, 49, 50, тролейбуси № 3, 4, 7, 8, 9.

## Світлини

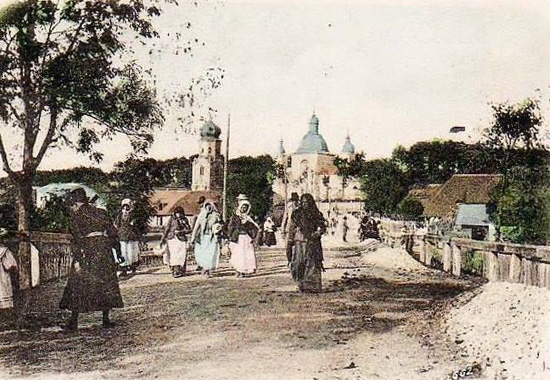
«Рогатка» в 1902 році
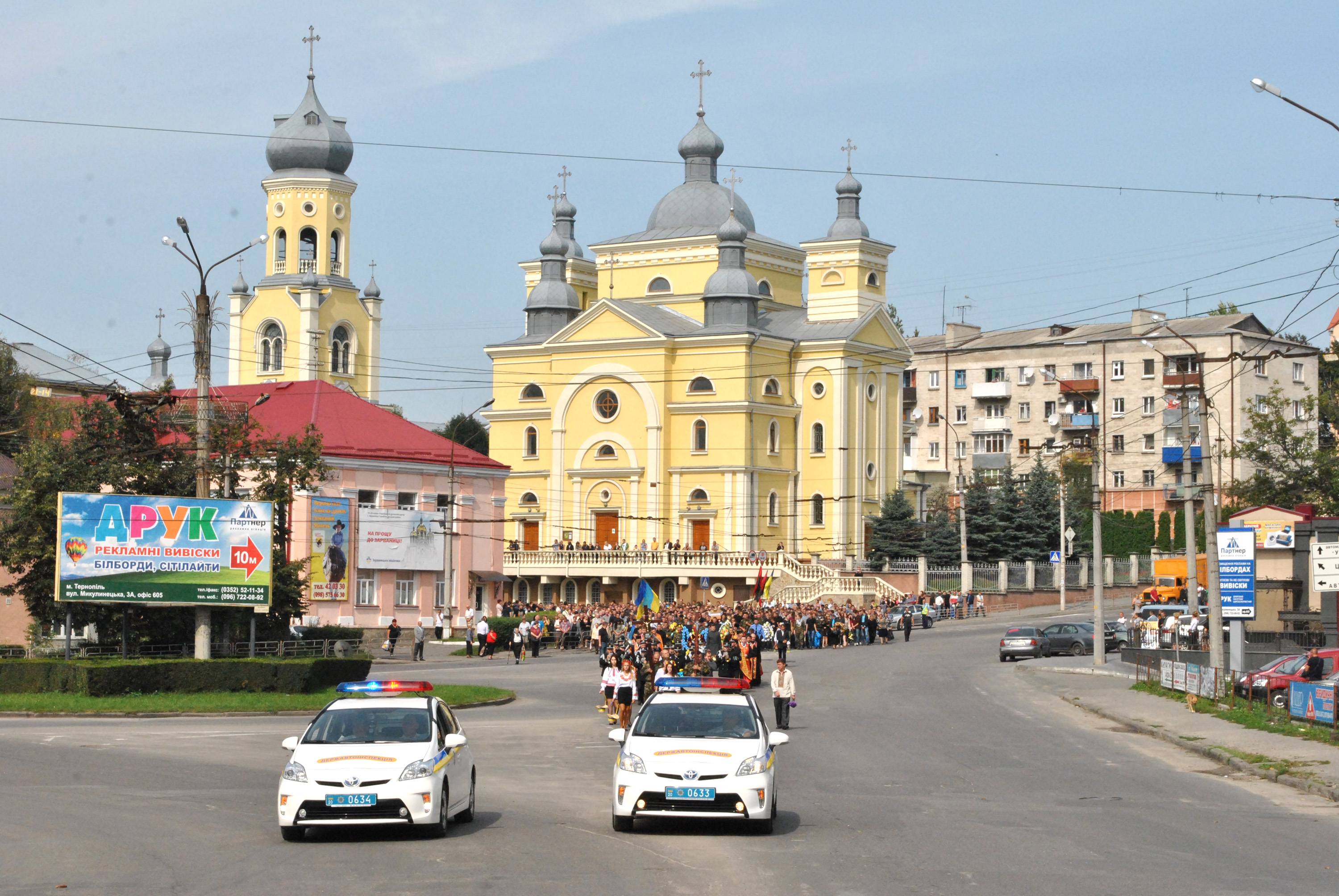
Похоронна процесія на «Рогатці»